# Charles de Lasteyrie du Saillant
Charles de Lasteyrie du Saillant (1877-1936) fue un político francés que ostentó el título de conde y era descendiente del marqués de La Fayette.

## Carrera hasta el final de la Primera Guerra Mundial
Nació en 1877. Estudió Derecho en la École Nationale des Chartes. Trabajó en calidad de inspector de finanzas y profesor del Instituto de Estudios Políticos de París. Durante la Primera Guerra Mundial, se encargó de las cuestiones financieras relativas al bloqueo aliado a los Imperios centrales en el Ministerio de Asuntos Exteriores. Fue luego delegado de finanzas de la comisión del armisticio y seguidamente secretario general de la Comisión de Indemnizaciones de la conferencia de paz.

## Entreguerras
Fue diputado varias veces durante el período de entreguerras por el partido de derecha Federación Republicana (Entente républicaine): entre 1919 y 1924 y entre 1928 y 1936.  Atrajo por primera vez la atención pública nacional merced a una serie de artículos sobre la fraudulenta quiebra alemana en 1921. Fue ministro de Finanzas entre enero de 1922 y marzo de 1924. Fue adversario del Frente Popular.